# 貝維尤 (愛達荷州)
貝維尤（英語：Bayview）是位於美國愛達荷州庫特內縣的一個非建制地區。該地的面積和人口皆未知。

## 地理
貝維尤的座標為47°58′49″N 116°33′37″W / 47.98028°N 116.56028°W，而該地的平均海拔高度為639米（即2096英尺）。